# 宮瀬なこ
宮瀬 なこ（みやせ なこ、1997年3月11日 - ）は、日本の女優、グラビアアイドル、タレント。女性アイドルグループ「sherbet」の元メンバーで、K-POPガールズユニット「HONEY POPCORN」のメンバー。愛知県出身。

## 略歴
2017年10月に「宮瀬葵菜」（みやせあいな）名義でグラビアデビュー。
2018年1月30日から同年10月まで女性アイドルグループ「sherbet」に参加。その間の同年4月に「宮瀬なこ」に改名した。
2019年3月、駒澤大学を卒業。
2019年6月、K-POPガールズユニット「HONEY POPCORN」に新メンバー「NAKO」として加入。
講談社主催・ミスiD2022に応募し、2021年10月14日にオンライン面接通過が発表された。応募動機のひとつとしてコロナ禍で「HONEY POPCORN」が活動休止になったことを挙げている。2022年1月28日、同ファイナリストに選出。
2021年までフィットに所属していたが、その後2022年7月よりTRUSTARに移籍した。
2023年9月6日、『RIZINガール2023最終オーディション』の結果発表が行われ、RIZINガール2023のメンバーに選出された。
2024年9月1日、自身のSNSにて、8月31日をもって所属していたTRUSTARとの契約が満了したことを報告した。

## 人物
- 趣味:サウナ、食べること、映画鑑賞[1]。
- 特技:ピアノ（歴7年）、クラシックバレエ（歴10年）、ダンス（歴9年）、歌、韓国語、チーズ検定（コムラード・オブ・チーズ）[1]。

## 作品

### イメージビデオ
宮瀬葵菜 名義
- Sweet（2017年10月20日、竹書房）
- Lucu（2018年2月20日、ラインコミュニケーションズ）

宮瀬なこ 名義
- Cutie（2018年12月21日、スパイスビジュアル）

### デジタル写真集
宮瀬なこ 名義
- 美女と秋スイーツ 週プレ PHOTO BOOK（2022年10月7日、集英社、撮影：小塚毅之）
- 月曜日のなこ 週刊ポストデジタル写真集（2023年2月20日、小学館、撮影：丸谷嘉長）
- そこ、ここ、なこ。 GJ PHOTO BOOK（2023年3月1日、集英社、撮影：坂本陽）
- 週刊GIRLS-PEDIA 021（2023年6月1日、KADOKAWA）

### 写真集
宮瀬なこ 名義
- soufflé（2024年3月22日、KADOKAWA、撮影：鈴木ゴータ）

## 出演

### テレビドラマ
- ラジエーションハウスII（2021年、フジテレビ） - 店員 役
- しろめし修行僧 第5話（2022年4月、テレビ東京） - アズサ 役
- 邪神の天秤 -公安分析班-（2022年、WOWOW） - ウェイトレス 役
- クジャクのダンス、誰が見た？ 第2話（2025年1月31日、TBS） - 記者 役
- 五十嵐夫妻は偽装他人 第7話（2025年2月20日〈19日深夜〉、テレビ東京） - 夏帆 役

### テレビ番組
- ゴッドタン（2023年2月11日、テレビ東京）[28]
- アイドル鬼ごっこ2023！～わたし、本気出してもいいですか～（2023年4月21日、GAORA SPORTS）[29][30]
- 麻雀最極決定戦！サバイバルバトル極雀 season44（2024年6月18日、フジテレビONE） - 極雀ガール[31]
- 世界で一番怖い答え（2024年8月12日、フジテレビ） - 真由美

### 映画
- Moja（モジャ）（2022年、短編）監督：宇賀那健一、主演：兵頭功海[32]
- ホラーちゃんねる 都市伝説（2022年） - 長沼亜美 役[33]
- 夢叶えるサウナ（2023年12月17日） - 岡本ほのか 役（主演：市川美織、共演：天木じゅん、平田梨奈）[34][35]

### ウェブ配信
- 私のAIする王子様（2018年5月10日 - 6月21日、GYAO!）
- ヒロミ・指原の“恋のお世話始めました”（2022年4月7日、ABEMA）[36]
- 佐久間宣行のNOBROCK TV（2022年7月6日、YouTube）[37]

### ミュージック・ビデオ
- オメでたい頭でなにより 「着火繚乱ビンビンビン」（2023年8月9日公開）[38]